# Georgiana Solomon
Georgiana Margaret Solomon, geborene Thomson (* 18. August 1844 Kelso, Roxburghshire; † 24. Juni 1933 in Eastbourne, East Sussex) war eine schottisch-britische Lehrerin, Suffragette und Sozialaktivistin, die sich in Großbritannien und Südafrika für eine Vielzahl von Anliegen einsetzte.

## Leben
Solomon wurde in der Nähe von Kelso als Tochter von George Thomson, einem „unsuccessful gentleman farmer“, und Margaret Stuart Thomson (geborene Scott) geboren. Sie wurde in einem kleinen Internat in Edinburgh (Miss Deuchar’s Trafalgar House School) erzogen.
Aufgrund der angespannten Familienfinanzen begann sie früh als Lehrerin an diesem Internat. Später nahm sie eine Stelle als Gouvernante bei einer Liverpooler Familie an.
In den 1870er Jahren entstand in der englischsprachigen Welt eine Bewegung zur Ausweitung der Bildung für junge Frauen. In der Kapkolonie war ein Komitee dabei, eine entsprechende Einrichtung zu gründen, und über Reverend Andrew Murray wurde Solomon gebeten, diese zu leiten. Sie beschloss, die Aufgabe anzunehmen, und wanderte 1873 in die Kapkolonie aus. Sie war die erste Rektorin der heutigen Good Hope Seminary High School.

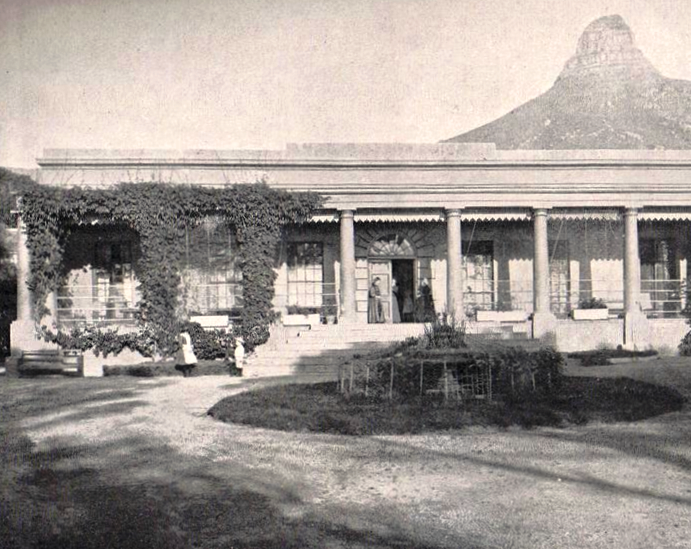
Clarensville House in Sea Point, Kapstadt

In der südafrikanischen Kapregion lernte sie den liberalen Politiker und Zeitungsbesitzer Saul Solomon kennen, der für seine Überzeugung von der Gleichheit der Menschen unabhängig von ihrem Glauben, ihrer Hautfarbe oder ihrer Klasse bekannt war. Ihre Ansichten stimmten in vielen Fragen überein, nicht zuletzt in Bezug auf die Frauenbildung: Er besaß eine Erstausgabe von Mary Wollstonecrafts Streitschrift A Vindication of the Rights of Woman. Obwohl er fast doppelt so alt war als sie, heirateten sie und ihre Hochzeit fand am 21. März 1874 in seinem Haus, Clarensville House, statt. Der Gottesdienst enthielt eine Änderung des üblichen anglikanischen Ehegelübdes: Weder die Ehefrau noch der Ehemann wollten, dass sie Gehorsam versprach. Die beiden Geistlichen, die die Zeremonie abhielten, erklärten dem Paar jedoch, dass dies der Zeremonie die Autorität nehmen würde, und so wurden die Worte aufgenommen. Eine Historikerin beschreibt ihre Ehe als „idyllisch“.
Das Paar hatte sechs Kinder: Saul, der Richter am Obersten Gerichtshof wurde, Margaret, George, William Ewart Gladstone, Maler und später Principal an der Sir J. J. School of Art in Mumbai, Daisy, eine prominente Suffragette, und einen Sohn, der im Säuglingsalter starb.
Im Jahr 1881 ertrank die älteste Tochter zusammen mit der Gouvernante, die versuchte, das Kind zu retten. Solomon schrieb sich ihre Trauer mit dem Band Echoes of two little voices von der Seele. Saul Salomon zog sich 1888 aus dem öffentlichen Leben zurück und die Familie zog nach Bedford, England, wo die Söhne die Bedford School besuchten. Ihr Mann starb 1892 und ließ sie mit vier Kindern zurück, die sie aufziehen musste. Sie richtete in London ein Heim für sie ein, zunächst in Sidcup und dann in West Hampstead. Solomon lebte über 40 Jahre lang als Witwe.
Solomon hatte aber in eine große Familie eingeheiratet und suchte zudem die Gesellschaft gebildeter Frauen. Dazu gehörten Emilie Solomon, die erste weibliche Vorsitzende der United Congregational Church of Southern Africa, Mary Brown, eine enge Freundin der Schriftstellerin Olive Schreiner, Schreiner selbst, Alice Matilda Greene, eine Lehrerin und Aktivistin, und die Bürgerrechtlerin Elizabeth Maria Molteno.
Ihre ersten Reformaktivitäten betrafen die Themen Prostitution und Alkoholismus; Social Purity Movement und die Abstinenzbewegung waren auf ihrem Höhepunkt. Sie sprach für die Woman’s Christian Temperance Union und wurde schließlich Präsidentin in der Kapkolonie und von 1925 bis 1931 Vizepräsidentin der Weltorganisation.
1902 kehrte Solomon in die Kapkolonie zurück, wo sie sich an der Kampagne für das Frauenwahlrecht beteiligte. Am 16. Oktober 1904 gründete sie gemeinsam mit Annie Botha, der Frau des ersten Premierministers der späteren Südafrikanischen Union, die Suid-Afrikaanse Vrouefederasie („Südafrikanische Frauenvereinigung“). Die Wohltätigkeitsorganisation besteht bis heute.
Zurück in England wurde Solomon 1906 Präsidentin der Women’s Liberation Association (WLA) in Sidcup. Solomon und ihre Tochter Daisy Solomon traten beide 1908 der Women’s Social and Political Union bei, und im folgenden Jahr war Solomon an zwei erfolglosen Delegationen unter Leitung von Emmeline Pankhurst zu Premierminister H. H. Asquith beteiligt. Die erste war im März und die zweite am 18. November 1910, dem Schwarzen Freitag. Salomon befand sich mit an der Spitze der zweiten Delegation, als diese den Speaker's Entrance betrat und ihr mitgeteilt wurde, dass Asquith nicht anwesend sei. Sie bat darum, John Edward Bernard Seely zu sehen, den sie kannte. Seely kam heraus und hörte höflich zu, wollte aber keinen Minister schicken, um die Delegation zu empfangen. Solomon bat daraufhin um einen anderen Bekannten, einen Mr. Birrell, und schrieb zusätzlich eine Notiz auf Briefpapier des House of Commons, die dem Premierminister wie folgt übergeben werden sollte: Dear sir, – I have the honour address you in writing, because I learn that you are not at present in the House. I therefore am unable have the privilege of seeing you. May therefore enclose the resolution which was deputed to lay before you by the Women’s Parliament Caxton Hall, and to request that you will give the same earnest consideration.
Am 4. März 1912 trat sie eine einmonatige Haftstrafe im Holloway Prison an, weil sie im House of Lords neun Fensterscheiben eingeschlagen hatte; das Büro, das angegriffen wurde, war das von Black Rod genutzte. 1913 verließ sie die WSPU, blieb aber in anderen Wahlrechtsorganisationen und im Social Purity Movement aktiv. Die WSPU gab ihre Militanz zugunsten der Kriegsanstrengungen auf, aber Solomon führte beispielsweise den Vorsitz bei der von Myra Sadd Brown veranstalteten Versammlung der Women’s Freedom League in Hampstead, bei der Gelder für das Women’s Suffrage National Aid Corps gesammelt wurden, und sprach zusammen mit Charlotte Despard und Anna Munro, wobei sie sagte, sie sei „froh, dass die Freedom League die Suffrage-Fahne hochhielte“, und meinte, dies sei „nicht die Zeit, in der unsere Bewegung in den Hintergrund treten sollte“.
Von London aus blieb sie weiterhin auch an den Entwicklungen in Südafrika beteiligt. Solomon bot der von William Schreiner angeführten Delegation, die nach London gekommen war, um sich für ein gleiches Wahlrecht für alle Ethnien einzusetzen, Gastfreundschaft. Sie war gegen den South Africa Act 1909, der das Wahlrecht einschränkte (im Gegensatz zum System des Cape Qualified Franchise). In dieser Zeit lernte sie Gandhi kennen. Sie war gegen den Natives Land Act, 1913, da sie die Rassentrennung für „unbritisch“ hielt. Sie gehörte der Leitung der Aborigines’ Protection Society an, wo sie mit Jane Cobden Unwin zusammenarbeitete.
Solomon starb in Eastbourne.